# Stazione di Racalmuto
La stazione di Racalmuto è una stazione ferroviaria posta sulla linea Caltanissetta-Agrigento. Serve il centro abitato di Racalmuto.